# Lvivs ansökan om olympiska vinterspelen 2022
Lviv ansökte om olympiska vinterspelen 2022 den 5 november 2013. Den 30 juni 2014 meddelade Ukrainas olympiska kommitté att ansökan drogs tillbaka på grund av oroligheterna i landet och att de istället valde att satsa mot spelen 2026.

## Bakgrund
Redan 2010 uttalade sig den dåvarande ukrainske presidenten Viktor Janukovytj om att ett vinterspel vore aktuellt i Karpaterna i de västra delarna av landet. Senare samma år öppnade även landets olympiska kommittés ordförande Sergei Bubka för en ansökan om olympiska vinterspelen 2022. I december 2010 utsågs en kommitté för att jobba med en ansökan och 2012, efter att staden hade varit med och arrangerat fotbolls-EM 2012, uttryckte Lviv vilja att vara staden som skulle ansöka om spelen. I början av 2013 öppnade Janukovytj för att ansöka gemensamt med antingen Polen eller Slovakien. Landets vice premiärminister uppmanade landets västliga regioner att förbereda ansökningar till kommittén under sommaren 2013. I oktober beslutade Lvivs stadsfullmäktige att staden skulle ansöka om olympiska vinterspelen 2022 och den 5 november godkände den olympiska kommittén Lviv som ansökande stad och beslutade att skicka in en ansökan till IOK.

## Ansökan
Spelen planerades att fördelas på främst två zoner, en i Lviv och en i Tysovets. I Lviv planerades Arena Lviv från fotbolls-EM användas för invigningen och avslutningen. Utöver detta fanns i dagsläget inga andra av anläggningarna som skulle behövas inför spelen men en mindre ishockeyarena och en curlinghall planerades oberoende på spelen. En multisportarena för short track och konståkning med plats för 12 000 åskådare planerades byggas om Lviv hade tilldelats spelen samt en anläggning för kälksporterna. Två tillfälliga arenor hade byggts för spelen, en arena för hastighetsåkning på skridskor och en större ishockeyarena. I Tysovets fanns redan anläggningar för backhoppning, skidskytte, längdskidåkning och puckelpist men dessa behövde upprustas för ett eventuellt spel. Tillfälliga arenor för övriga grenar inom snowboard och freestyle planerades också till Tysovets men med hopptävlingarna i Lviv. En ny anläggning för alpin skidåkning planerades redan före ansökan att byggas i Volovets. Budgeten för förberedelserna inför spelen låg på 5,236 miljarder euro. De största utgifterna låg på byggandet av vägar och järnvägar i och mellan zonerna och boende för gäster och media under spelen.

## Avbrytande av ansökan
Som en effekt av konflikten i östra Ukraina 2014 valde landets olympiska kommitté i samförstånd med IOK att i juni 2014 dra tillbaka ansökan för att låta landet stabiliseras ekonomiskt och politiskt. Ukrainas olympiska kommitté meddelade också att de hoppades på att kunna ta upp ansökan till spelen 2026 och att den då skulle kunna ha en enande kraft för landet.